# Мтацминда (пантеон)
Пантеонът „Мтацминда“ (на грузински: მთაწმინდის პანთეონი) е гробище за известни личности в Тбилиси, столицата на Грузия.
В пантеона са погребани известни писатели, учени, хора на изкуството и национални герои. Основан е през 1929 година по повод 100-годишнината от смъртта на писателя Александър Грибоедов, който е препогребан край манастира „Свети Давид“.

## Известни погребани
- Васо Абашидзе (1854 – 1926), актьор
- Николоз Бараташвили (1817 – 1845), поет
- Васил Барнови (1856 – 1934), писател
- Николоз Бердзенишвили (1895 – 1965), историк
- Важа-Пшавела (1861 – 1915), поет
- Илия Векуа (1907 – 1977), математик
- Звиад Гамсахурдия (1939 – 1993), политик
- Кеке Геладзе (1858 – 1937), майка на Йосиф Сталин
- Якоб Гогебашвили (1840 – 1912), просветен деец
- Александър Грибоедов (1795 – 1929), руски писател
- Йосеб Гришашвили (1889 – 1965), поет
- Ладо Гудиашвили (1896 – 1980), художник
- Олга Гурамишвили (1842 – 1927), общественичка
- Шалва Дадиани (1874 – 1959), писател
- Мосе Джанашвили (1855 – 1934), историк
- Симон Джанашия (1900 – 1947), историк
- Нодар Думбадзе (1928 – 1984), писател
- Давид Еристави (1847 – 1890), писател
- Серго Закариадзе (1909 – 1971), актьор
- Ана Каландадзе (1924 – 2008), поетеса
- Лео Киачели (1884 – 1963), писател
- Димитри Кипиани (1814 – 1887), писател
- Давид Клдиашвили (1862 – 1931), писател
- Мераб Костава (1939 – 1989), поет и общественик
- Гиорги Леонидзе (1899 – 1966), поет
- Коте Марджанишвили (1872 – 1933), режисьор
- Мухран Мачавариани (1929 – 2010), поет
- Николоз Мусхелишвили (1891 – 1976), математик
- Нико Николадзе (1843 – 1928), общественик
- Якоб Николадзе (1876 – 1951), скулптор
- Иване Палиашвили (1868 – 1934), диригент
- Галактион Табидзе (1892 – 1959), поет
- Еквтиме Такаишвили (1863 – 1953), историк
- Анастасия Туманишвили-Церетели (1849 – 1932), писателка
- Акаки Хорава (1895 – 1972), актьор
- Александре Цагарели (1844 – 1929), филолог
- Акаки Церетели (1840 – 1915), писател
- Вахтанг Чабукиани (1910 – 1992), балетист
- Илия Чавчавадзе (1837 – 1907), писател
- Нино Чавчавадзе (1812 – 1857), съпруга на Александър Грибоедов
- Симон Чиковани (1903 – 1963), поет
- Отар Чиладзе (1933 – 2009), писател
- Закария Чичинадзе (1853 – 1931), историк
- Кайхосро Чолокашвили (1888 – 1930), офицер

В пантеона са погребани и комунистическите функционери Миха Цхакая, Филип Марадзе и Силибистро Тодрия, но след края на комунистическия режим гробовете им са преместени.